# Bystrzyca Kłodzka

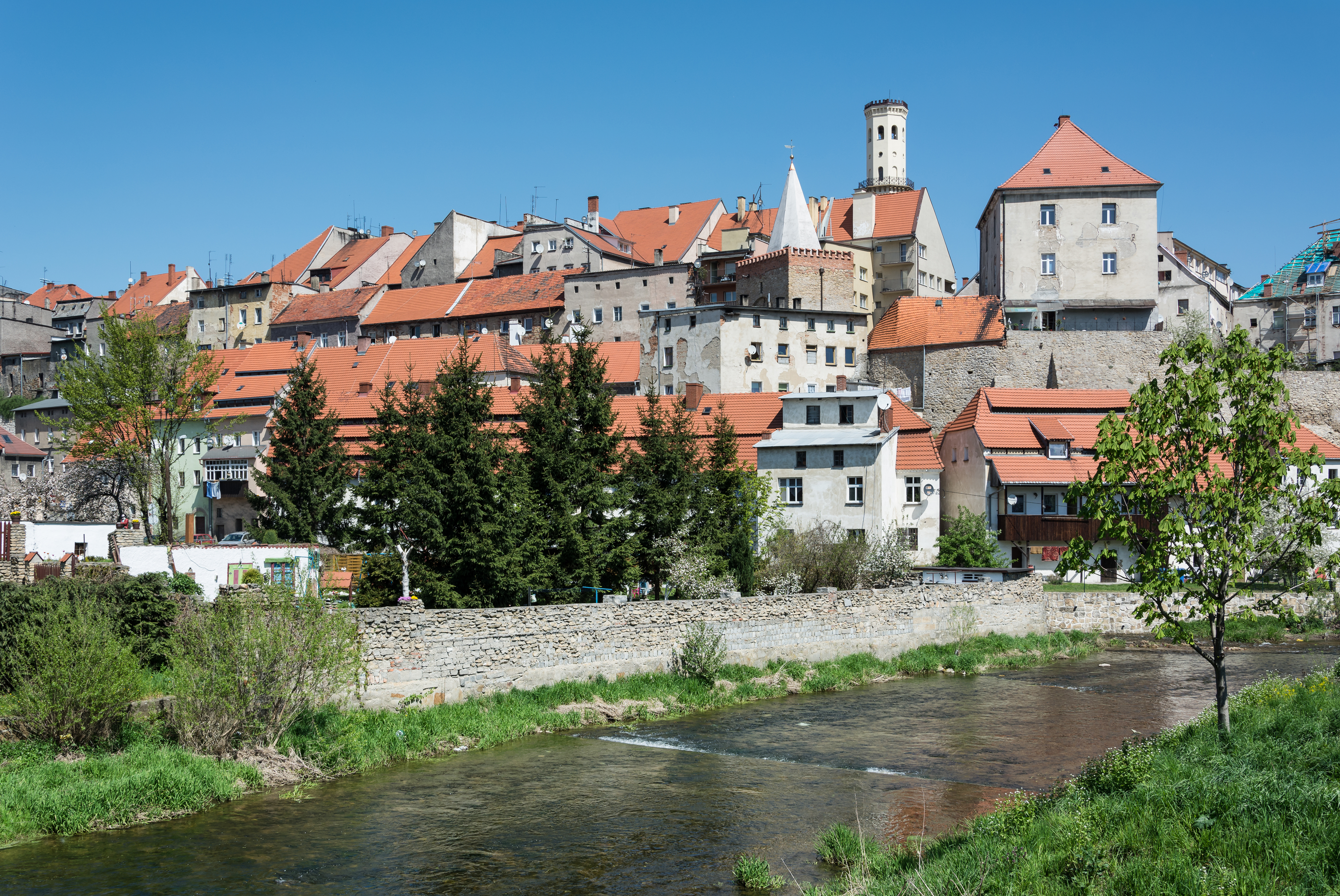
Nysa Kłodzka w Bystrzycy Kłodzkiej

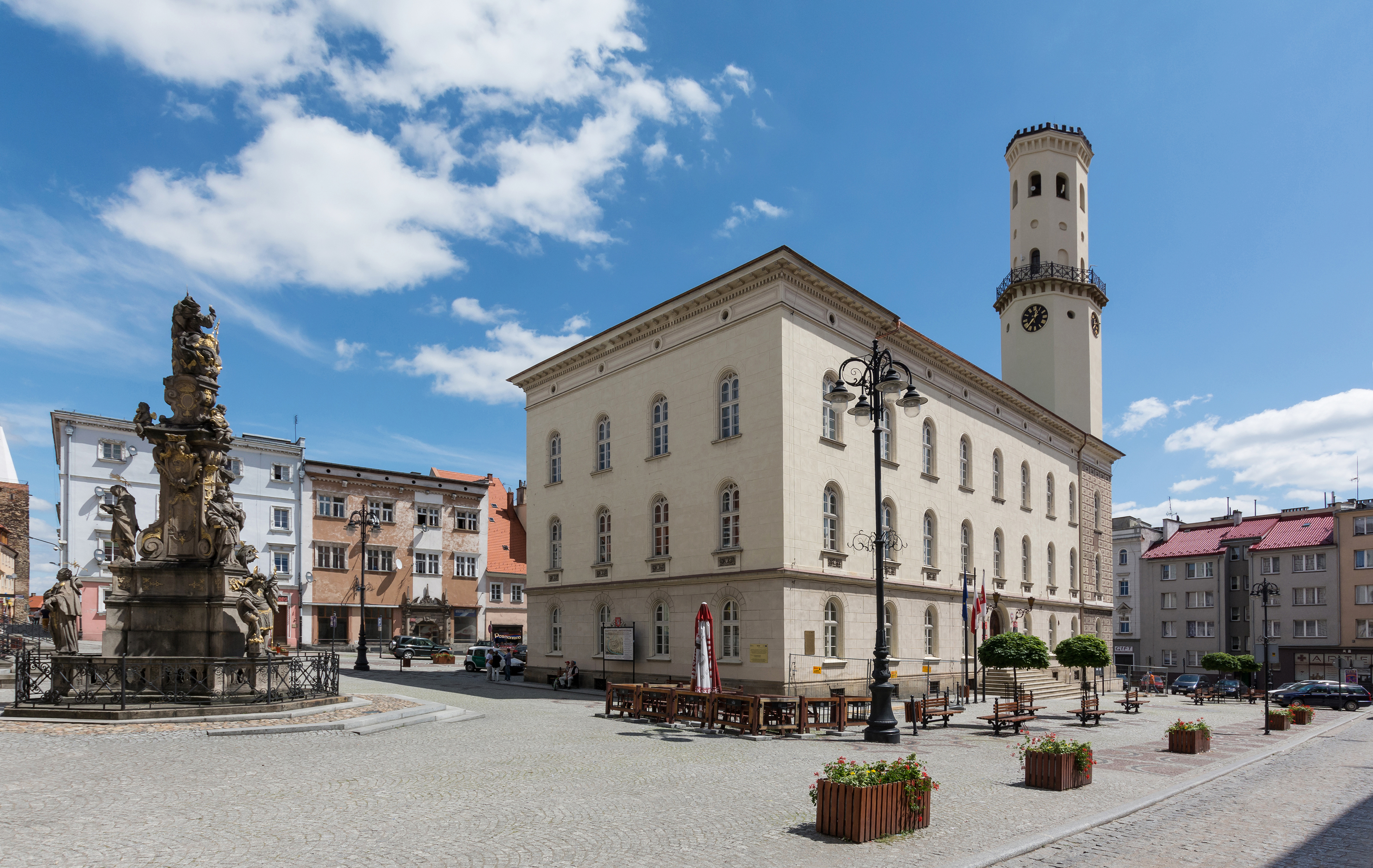
Rynek w Bystrzycy Kłodzkiej

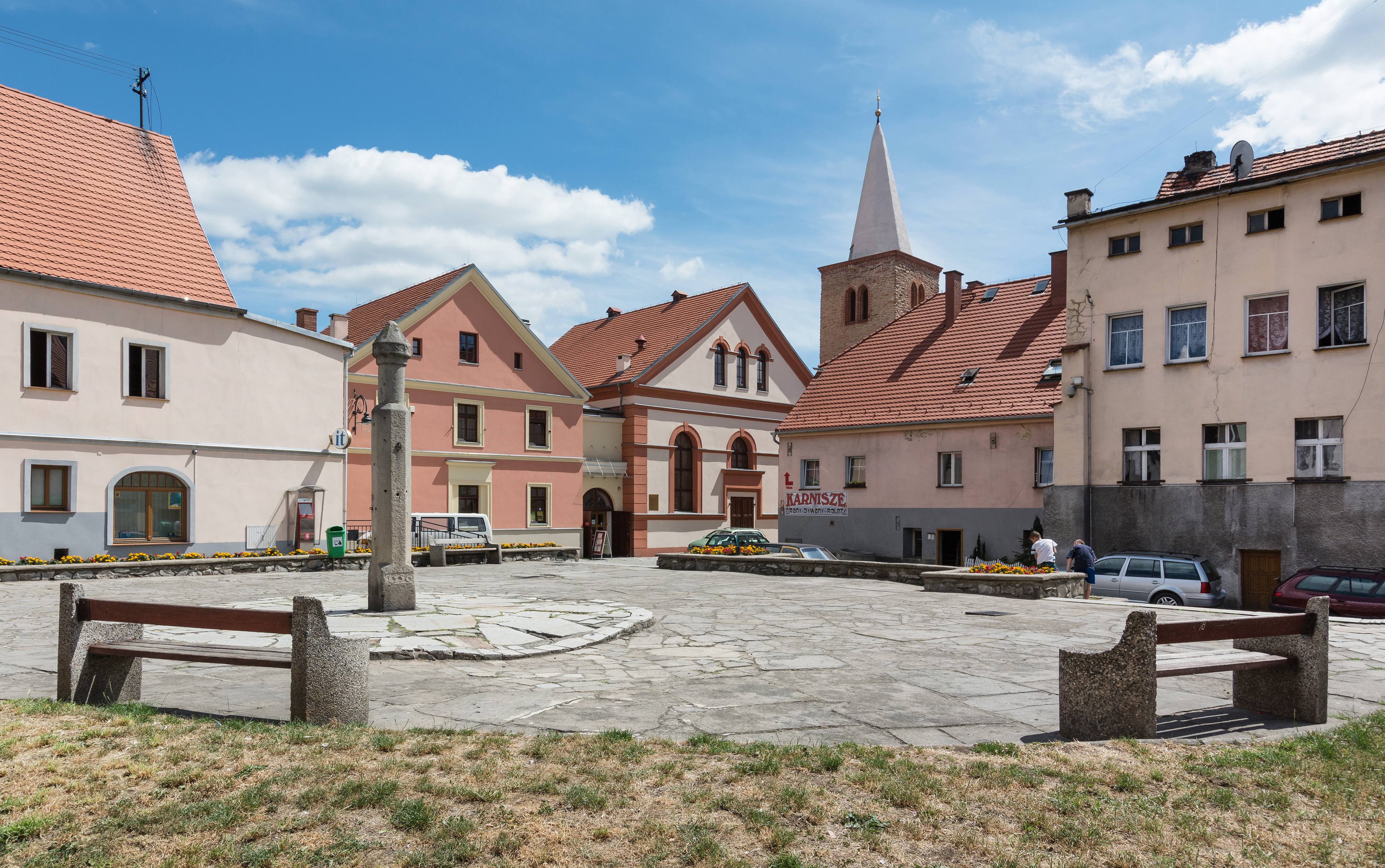
Mały Rynek w Bystrzycy Kłodzkiej

Bystrzyca Kłodzka (wymowaⓘ; niem. Habelschwerdt, dial. Hoabeschwerde, cz. Kladská Bystřice) – miasto w południowo-zachodniej Polsce, w województwie dolnośląskim, w powiecie kłodzkim, siedziba gminy miejsko-wiejskiej Bystrzyca Kłodzka. Historycznie było położone w hrabstwie kłodzkim.

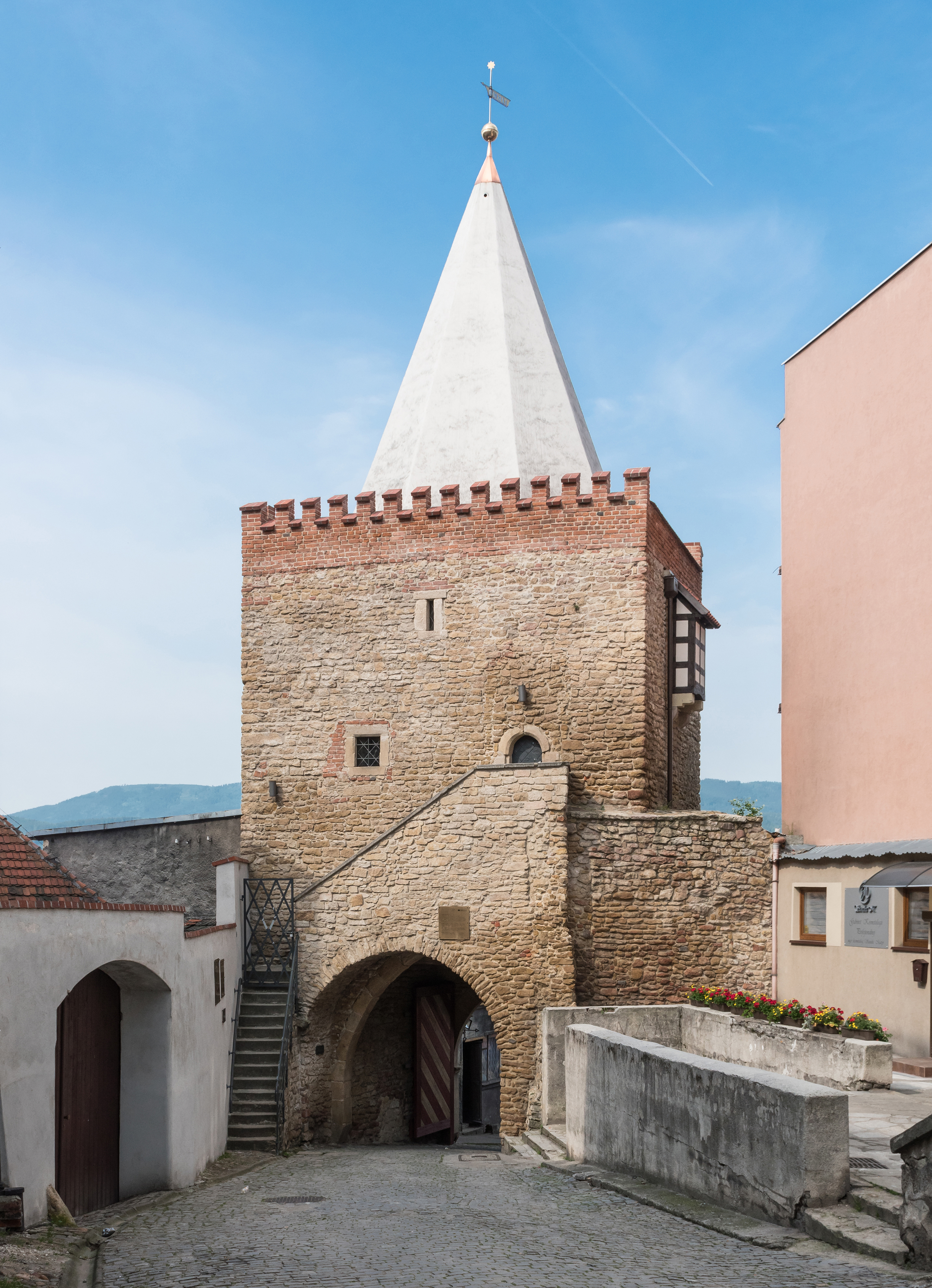
Brama Wodna w Bystrzycy Kłodzkiej

Bystrzyca Kłodzka leży w Rowie Górnej Nysy, przy ujściu Bystrzycy do Nysy Kłodzkiej. Jedno z najważniejszych miast krainy historycznej zwanej ziemią kłodzką.
Według danych GUS z 1 stycznia 2023 r. miasto miało 9122 mieszkańców (418. miejsce w kraju). Gęstość zaludnienia wynosi 849,3 osób/km² (29. miejsce w województwie).

## Środowisko naturalne

### Geografia
Bystrzyca Kłodzka (przy współrzędnych 50°17′N 16°38′E/50,283333 16,633333) leży w południowej części województwa dolnośląskiego, w południowej części powiatu kłodzkiego, w środkowej części gminy Bystrzyca Kłodzka.
Trzecie co do liczby ludności miasto po Nowej Rudzie powiatu kłodzkiego, leży w południowej części historycznego hrabstwa kłodzkiego, u ujścia rzeki Bystrzycy do Nysy Kłodzkiej, na wysokości ok. 340–370 m n.p.m., w Obniżeniu Bystrzycy Kłodzkiej, stanowiącym oś Rowu Górnej Nysy, pomiędzy Górami Bystrzyckimi na zachodzie a Wysoczyzną Idzikowską na wschodzie.
Od Kłodzka, stolicy powiatu miasto jest oddalone o 17,6 km. Bystrzyca Kłodzka na północy graniczy z Zabłociem i Starym Waliszowem, Starą Bystrzycą na zachodzie, Długopolem Dolnym i Wilkanowem na południu i Pławnicą na wschodzie.

### Warunki naturalne
Bystrzyckie stare miasto, znajdujące się w centrum dzisiejszego miasta, usytuowane jest na wysokim wzniesieniu, które od wschodu i południa obmywają wody Nysy Kłodzkiej i Bystrzycy. Zbocza tego wzniesienia opadają bardzo stromo w tych dwóch kierunkach, miejscami skalnymi urwiskami. Są to pozostałości po plejstoceńskiej terasie nadrzecznej o wysokości do 20 m. Na wzniesieniu tym, na wysokości ok. 360 m n.p.m. rozplanowano miasto średniowieczne. Przeciwległy brzeg, tzw. Góra Parkowa jest ukształtowana w podobny sposób. Sprawia to, że Bystrzyca Kłodzka posiada jedną z najpiękniejszych panoram miejskich, szczególnie oglądaną z prawego brzegu Nysy Kłodzkiej, prezentującą ciekawy styl zabudowy tarasowej.
Bystrzyca Kłodzka leży na klimatycznej strefie przejściowej, z niewielką przewagą klimatu kontynentalnego. Średnia temperatura roku wynosi 7,4 °C, z kolei roczna amplituda sięga 19,3 °C. Opady atmosferyczne zamykają się w granicach 790 mm.

## Przyroda

### Flora
Roślinność naturalna Bystrzycy Kłodzkiej należy do Działu Sudeckiej Krainy Podgórza Okręgu Środkowosudeckiego. Jest ona typowa dla pogórza Sudeckiego. W lasach występują elementy środkowoeuropejskie takie jak buk, klon zwyczajny i lipa szerokolistna. Obecnie większość lasów grądowych przekształcono w łąki, pola i parki, zaś lasy mieszane tworzą zadrzewienie izolowanych wzniesień lub obrzeży obniżeń. Do najbardziej charakterystycznych okazów pierwotnej flory ziemi bystrzyckiej należy pełnik europejski.

### Fauna
Fauna nie różni się znacznie od innych regionów pozagórskich. Przeważają na tym terenie gatunki środkowoeuropejskie. Występują również gatunki górskie takie jak: traszka górska i salamandra plamista. Pospolite są gatunki drobniejsze, zwłaszcza gryzoni, jak nornik zwyczajny, ryjówka aksamitna, czy kret. Można także spotkać koszatkę leśną oraz jeża europejskiego i zająca szaraka. Z ptaków do najczęściej występujących w mieście gatunków należą: wróblowate, gołębie, kosy i szpaki.

## Toponimia
Miejscowość w Kotlinie Kłodzkiej otrzymała swoją nazwę w nawiązaniu do położenia nad „bystrą” wodą, ponieważ słowo Bystrzyca oznacza rwący górski potok. Nazwa ta wskazuje na ścisły związek osady z rzeką, szczególnie często występujący w nazwach miejscowości w Czechach i na Słowacji, stąd pojawiła się teoria, że założycielami miasta byli osadnicy pochodzący zza Przełęczy Międzyleskiej. Poglądu tego nie można jednak zweryfikować, ponieważ jeszcze w XII w. Polacy i Czesi posługiwali się wspólnym językiem.
Obecna nazwa miejscowości wprowadzona w 1945 i zatwierdzona w 1946 nawiązuje do czeskiej nazwy Bystrice po raz pierwszy wzmiankowanej w 1369 r. Niemiecka nazwa Bystrzycy Kłodzkiej – Habelschwerdt pojawia się po raz pierwszy w dokumentach z 1319 r. Nazwę niemiecką tłumaczy się na dwa sposoby, co wynika z braku źródeł dotyczących jego początków. Pierwszy nawiązuje do położenia miasta na tarasowym wzgórzu, znajdującym się u zbiegu dwóch rzek, w związku z tym wywodzić by się ona miała od słów: Hügel, co oznacza wzgórze, pagórek oraz Werder, co jest określeniem kępy na podmokłym terenie albo rzece (ostrów). Według etymologii ludowej Habel – żyjący według legendy w czasach przedchrześcijańskich – miał być wartownikiem strzegącym bezpieczeństwa drogi biegnącej wzdłuż Nysy Kłodzkiej. Jego potomkami miał być jeden z bystrzyckich rodów mieszczańskich.
Najbardziej prawdopodobna hipoteza wywodzi niemiecką nazwę Habelschwerdt od zniemczonej formy imienia Gaweł (cz. Havel), tj. Gawła z Lemberku, kasztelana kłodzkiego króla Wacława I i męża Zdzisławy Czeskiej, któremu przypisuje się założenie miasta.

## Symbole miasta
Jedynym symbolem miasta jest herb, przedstawiający srebrnego lwa wspiętego w prawo, ze złotą koroną na głowie, z otwartym pyskiem, z podniesionym i rozwidlonym ogonem, ze złotymi pazurami, umieszczonego w czerwonym polu tarczy.

## Historia

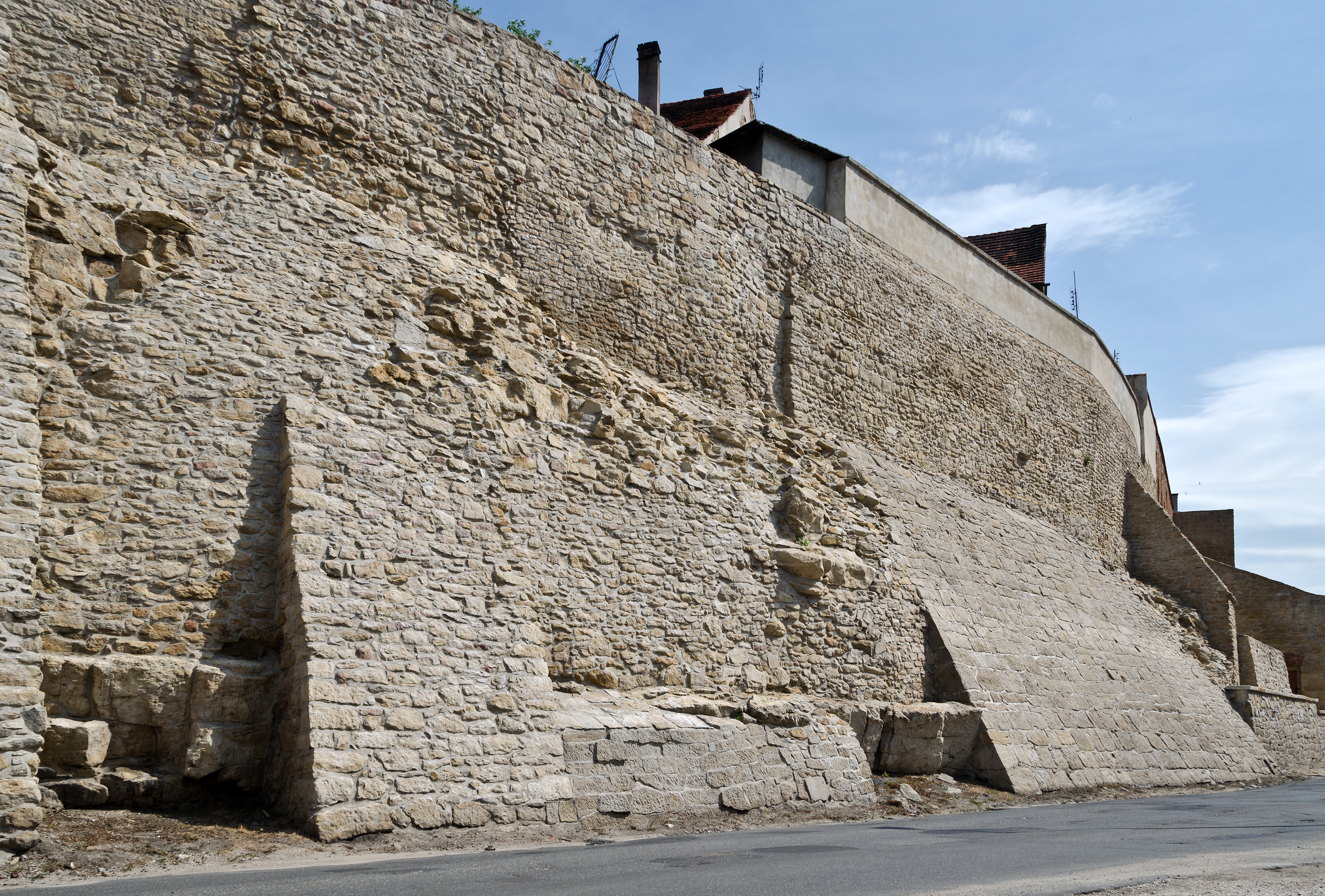
Mury obronne z początku XIV wieku

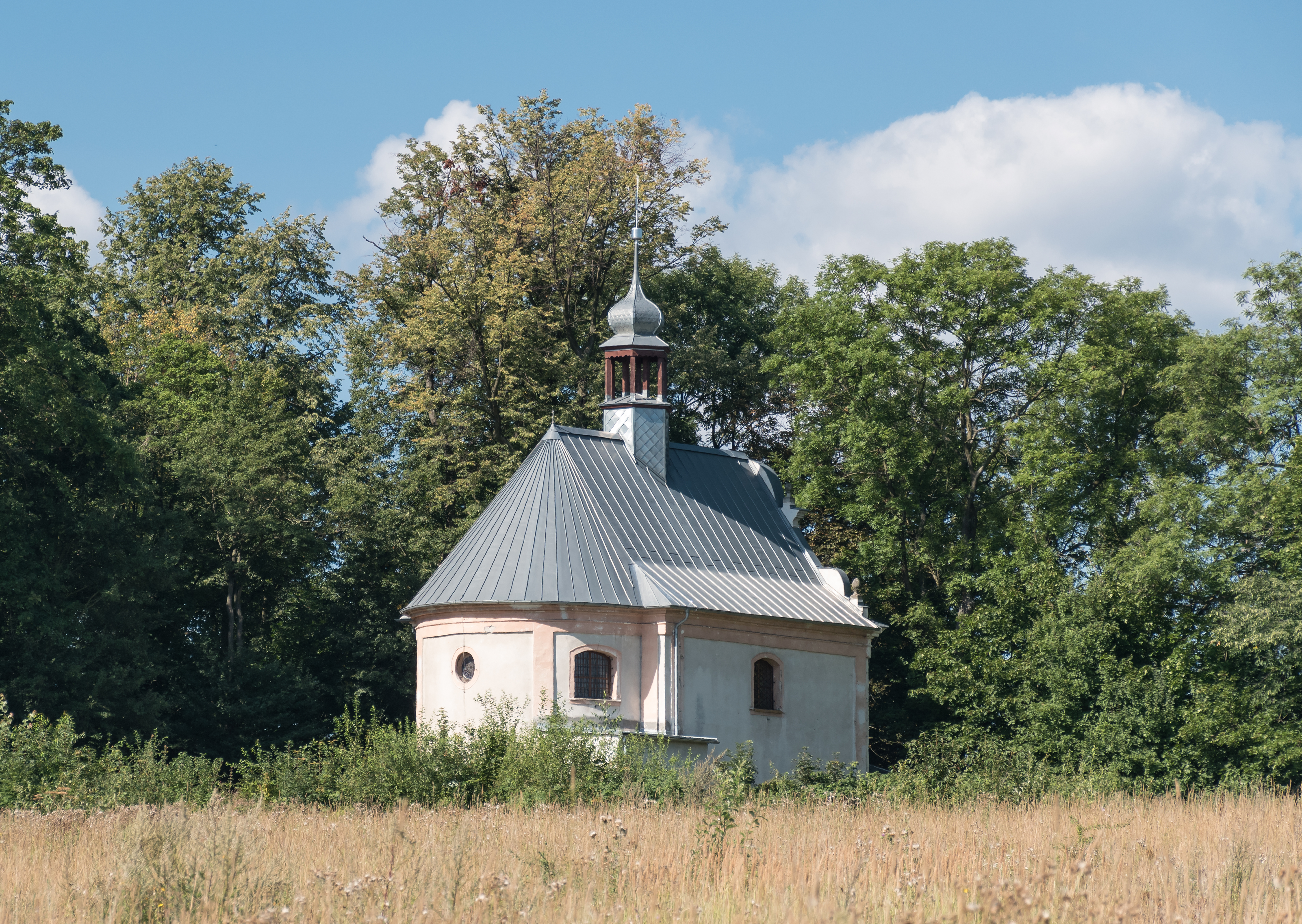
Kaplica św. Floriana w Bystrzycy Kłodzkiej

W XI wieku osada czeska, na miejscu lub obok której rycerz Havel (Gaweł) z Lemberka założył w XIII wieku miejscowość dla kolonistów niemieckich o nazwie Havelswerde („Kępa Gawłowa”). W 1319 występuje już ona jako miasto zaliczane do rzędu miast królewskich, szybko stała się ważnym ośrodkiem rzemieślniczym.
Od 1381 r. miasto posiadało szpital ulokowany za murami miejskimi. Władysław Dziewulski szacuje liczbę mieszkańców miasta i przedmieść za murami w XV wieku na ok. 1000 osób. Od 1336 r. dokumenty potwierdzają istnienie rady miejskiej, wcześniej miasto rządzone było przez wójta, którym od 1319 r. na mocy przywileju Jana Luksemburczyka w uznaniu za ufortyfikowanie miasta byli spadkobiercy Jakuba Rückera.
W 1429 miasto zostało zdobyte i zniszczone przez taborytów. Wraz z resztą ziemi kłodzkiej zostało wykupione w 1454 r. przez ówczesnego regenta królestwa Czech, Jerzego z Podiebradów i stało się częścią nowo utworzonego Hrabstwa Kłodzkiego. W czasie wojny domowej o koronę czeską między Jerzym z Podiebradów a antykrólem Maciejem Korwinem w 1469 r. miasto musiało zapłacić okup wojskom Korwina. W tym samym roku miasto zostało zdobyte przez wojska Wrocławia – głównego gracza opozycji antyhusyckiej – i nyskie biskupa wrocławskiego i spalone.
Po wojnach husyckich nastąpił ponowny rozwój miasta. W 1473 r. książę ziębicki i hrabia kłodzki Henryk I Starszy z Podiebradów nadał Bystrzycy prawo mili. W 1475 miasto zostało znacznie zniszczone przez wielki pożar. Szybkiej odbudowie i rozkwitowi miasta pomógł rozwój sukiennictwa i płóciennictwa. W 1522 miasto było przeważająco protestanckie, skutkiem czego w 1545 proboszcz katolicki opuścił miasto. Było ośrodkiem radykalnych ruchów religijnych i społecznych, szwenkfeldystów, anabaptystów i huterytów. Przebywali tu osobiście Kaspar Schwenkfeld, Fabian Eckel, Jakob Hutter i Peter Riedemann. Sukcesywnie luteranizm przejmował wyznawców innych konfesji i po 1540 stanowił większość wśród mieszkańców miasta. W 1548 na mocy edyktu cesarskiego wygnano anabaptystów, którzy udali się do Prus i na Morawy. W roku tym powstała gmina ewangelicka z pastorem J. Tyrannem z Ząbkowic Śląskich, która w 1564 r. przejęła kościół parafialny. W 1514 r. miasto zyskało wodociąg, w 1541 zakończono budowę nowego ratusza, w latach 1556–1566 wybrukowano rynek.
Po wykupie hrabstwa kłodzkiego przez cesarza w 1567 r. miasto znalazło się pod bezpośrednim panowaniem Habsburgów. W 1617 rada miejska wykupiła na trwałe urząd wójtowski i przywilej sądowniczy. U progu wojny trzydziestoletniej miasto liczyło 2 tys. mieszkańców. W czasie wojny było wielokrotnie plądrowane przez wojska walczących stron, nakładające nań kontrybucje i karzące mieszczan niewłaściwego w danej chwili wyznania. Miasto było oblegane przez powstańców chłopskich pod dowództwem sołtysa Wolffa z Długopola Dolnego. Rebelia została krwawo stłumiona przez sześciotysięczny oddział lisowczyków. W 1622 dokonano przymusowej rekatolizacji miasta, co doprowadziło do kolejnego odpływu ludności, tym razem do Rzeczypospolitej. Pod koniec wojny, w 1646 r. wojska szwedzkie zajęły i splądrowały miasto. Wkrótce cesarska załoga Kłodzka podpaliła Bystrzycę, aby wyprzeć z niej Szwedów. W 1663 Bystrzyca liczyła 1350 mieszkańców. Pożary niszczyły miasto także w latach 1703, 1753, 1763, 1800, 1823. W 1719 na Rynku otwarto urząd pocztowy.
Wskutek I wojny śląskiej i pokoju wrocławskiego miasto przeszło we władanie Królestwa Prus. W latach 1778–1779, w czasie wojny o sukcesję bawarską, wojska austriackie kilkakrotnie zajmowały i łupiły Bystrzycę. 17 stycznia 1779 dowodzeni przez feldmarszałka Dagoberta Sigmunda von Wurmsera Austriacy w pięciu kolumnach wkroczyli niespodziewanie na ziemię kłodzką, z czego dwie kolumny zaatakowały miasto. Wojska Wurmsera zdobyły Bystrzycę Kłodzką, biorąc wielu jeńców, w tym księcia generała Adolfa z Hesji-Philippsthal-Barchfeld, 24 oficerów i 714 żołnierzy. W ręce Austriaków wpadły też trzy działa i siedem sztandarów.
W latach 1818–1975 Bystrzyca była siedzibą powiatu bystrzyckiego. W drugiej połowie XIX w. zaczął rozwijać się przemysł zapałczany. Powstały 3 fabryki zapałek. W 1870 zasypano fosę miejską oraz rozebrano lub zabudowano dawne mury miejskie. W 1875 miasto uzyskało połączenie kolejowe z Kłodzkiem i Międzylesiem. W 1939 miasto liczyło 7 tys. mieszkańców. W 1945 miasto zostało włączone do Polski; polską nazwę miasta oparto na przedlokacyjnej nazwie czeskiej. Dotychczasową ludność wysiedlono do Niemiec. W latach 1975–1998 miasto administracyjnie należało do województwa wałbrzyskiego. W 1992 miasto miało 12 tysięcy mieszkańców. W maju 2008 roku, na patrona miasta przyjęto świętego Floriana.

### Przynależność państwowa
| Okres          |                   | Państwo                      | Zwierzchność                 | Jednostka administracyjna                                                 | Status miasta                           |
| -------------- | ----------------- | ---------------------------- | ---------------------------- | ------------------------------------------------------------------------- | --------------------------------------- |
| XI w.-1093     |                   | Królestwo Czech              | Królestwo Czech              | ziemia kłodzka                                                            | osada Bystrzyca                         |
| 1093–1102      | Polska            | Państwo Polskie              | Państwo Polskie              | ziemia kłodzka                                                            | osada Bystrzyca                         |
| 1102–1198      |                   | Państwo Czeskie              | Państwo Czeskie              | ziemia kłodzka                                                            | osada Bystrzyca                         |
| 1198–1253/1278 |                   | Królestwo Czeskie            | Królestwo Czeskie            | ziemia kłodzka                                                            | osada Bystrzyca                         |
| 1278–1290      |                   | księstwo wrocławskie         | księstwo wrocławskie         | ziemia kłodzka                                                            | osada Bystrzyca                         |
| 1290–1319      |                   | Królestwo Czeskie            | Królestwo Czeskie            | ziemia kłodzka                                                            | osada Bystrzyca                         |
| 1319–1327      |                   | Królestwo Czeskie            | Królestwo Czeskie            | ziemia kłodzka                                                            | miasto Bystrzyca                        |
| 1327–1335      |                   | Księstwo Wrocławskie         | Księstwo Wrocławskie         | ziemia kłodzka                                                            | miasto Bystrzyca                        |
| 1335–1336      |                   | Królestwo Czeskie            | Królestwo Czeskie            | ziemia kłodzka                                                            | miasto Bystrzyca                        |
| 1336–1341      |                   | księstwo ziębickie           | Królestwo Czeskie            | ziemia kłodzka                                                            | miasto Bystrzyca                        |
| 1341–1378      |                   | Królestwo Czeskie            | Królestwo Czeskie            | ziemia kłodzka                                                            | miasto Bystrzyca                        |
| 1378–1388      |                   | Margrabstwo Moraw            | Królestwo Czeskie            | ziemia kłodzka                                                            | miasto Bystrzyca                        |
| 1388–1397      |                   | Królestwo Czeskie            | Królestwo Czeskie            | ziemia kłodzka                                                            | miasto Bystrzyca                        |
| 1397–1402      |                   | Księstwo opawsko-raciborskie | Królestwo Czeskie            | ziemia kłodzka                                                            | miasto Bystrzyca                        |
| 1402–1459      |                   | Królestwo Czeskie            | Królestwo Czeskie            | ziemia kłodzka                                                            | miasto Bystrzyca                        |
| 1459–1567      |                   | Hrabstwo Kłodzkie            | Królestwo Czeskie            |                                                                           | miasto Bystrzyca                        |
| 1567–1742      | Cesarstwo Austrii | Monarchia Habsburgów         | Monarchia Habsburgów         | Hrabstwo Kłodzkie                                                         | miasto Bystrzyca                        |
| 1742–1816      |                   | Królestwo Prus               | Królestwo Prus               | Kamera wrocławska, departament wrocławski, powiat kłodzki                 | miasto Bystrzyca                        |
| 1816–1818      |                   | Królestwo Prus               | Królestwo Prus               | prowincja śląska, rejencja dzierżoniowska, powiat kłodzki                 | miasto Bystrzyca                        |
| 1818–1820      |                   | Królestwo Prus               | Królestwo Prus               | prowincja śląska, rejencja dzierżoniowska, powiat bystrzycki              | miasto Bystrzyca                        |
| 1820–1871      |                   | Królestwo Prus               | Królestwo Prus               | prowincja śląska, rejencja wrocławska, powiat bystrzycki                  | miasto Bystrzyca                        |
| 1871–1918      |                   | Rzesza Niemiecka             | Rzesza Niemiecka             | Królestwo Prus, prowincja śląska, rejencja wrocławska, powiat bystrzycki  | miasto Bystrzyca                        |
| 1918–1919      |                   | Rzesza Niemiecka             | Rzesza Niemiecka             | land Prusy, prowincja śląska, rejencja wrocławska, powiat bystrzycki      | miasto Bystrzyca                        |
| 1918–1933      |                   | Rzesza Niemiecka             | Rzesza Niemiecka             | land Prusy, prowincja Dolny Śląsk, rejencja wrocławska, powiat bystrzycki | miasto Bystrzyca                        |
| 1933–1938      |                   | Rzesza Niemiecka             | Rzesza Niemiecka             | land Prusy, prowincja Dolny Śląsk, rejencja wrocławska, powiat bystrzycki | miasto Bystrzyca                        |
| 1938–1941      |                   | Rzesza Niemiecka             | Rzesza Niemiecka             | land Prusy, prowincja śląska, rejencja wrocławska, powiat bystrzycki      | miasto Bystrzyca                        |
| 1941–1945      |                   | Rzesza Niemiecka             | Rzesza Niemiecka             | land Prusy, prowincja Dolny Śląsk, rejencja wrocławska, powiat bystrzycki | miasto Bystrzyca                        |
| 1945–1946      | Polska            | Rzeczpospolita Polska        | Rzeczpospolita Polska        | Okręg II (Dolny Śląsk), powiat bystrzycki                                 | miasto powiatowe                        |
| 1946–1950      | Polska            | Rzeczpospolita Polska        | Rzeczpospolita Polska        | województwo wrocławskie, powiat bystrzycki                                | miasto powiatowe, gmina miejsko-wiejska |
| 1950–1952      | Polska            | Rzeczpospolita Polska        | Rzeczpospolita Polska        | województwo wrocławskie, powiat bystrzycki                                | miasto powiatowe, gmina miejsko-wiejska |
| 1952–1954      | Polska            | Polska Rzeczpospolita Ludowa | Polska Rzeczpospolita Ludowa | województwo wrocławskie, powiat bystrzycki                                | miasto powiatowe, gmina miejsko-wiejska |
| 1954–1973      | Polska            | Polska Rzeczpospolita Ludowa | Polska Rzeczpospolita Ludowa | województwo wrocławskie, powiat bystrzycki                                | miasto powiatowe                        |
| 1973–1975      | Polska            | Polska Rzeczpospolita Ludowa | Polska Rzeczpospolita Ludowa | województwo wrocławskie, powiat bystrzycki                                | miasto powiatowe, gmina miejsko-wiejska |
| 1975–1990      | Polska            | Polska Rzeczpospolita Ludowa | Polska Rzeczpospolita Ludowa | województwo wałbrzyskie                                                   | gmina miejsko-wiejska                   |
| 1990–1998      | Polska            | Rzeczpospolita Polska        | Rzeczpospolita Polska        | województwo wałbrzyskie, rejon bystrzycki                                 | gmina miejsko-wiejska                   |
| od 1999        | Polska            | Rzeczpospolita Polska        | Rzeczpospolita Polska        | województwo dolnośląskie, powiat kłodzki                                  | gmina miejsko-wiejska                   |

## Architektura i urbanistyka

### Układ urbanistyczny

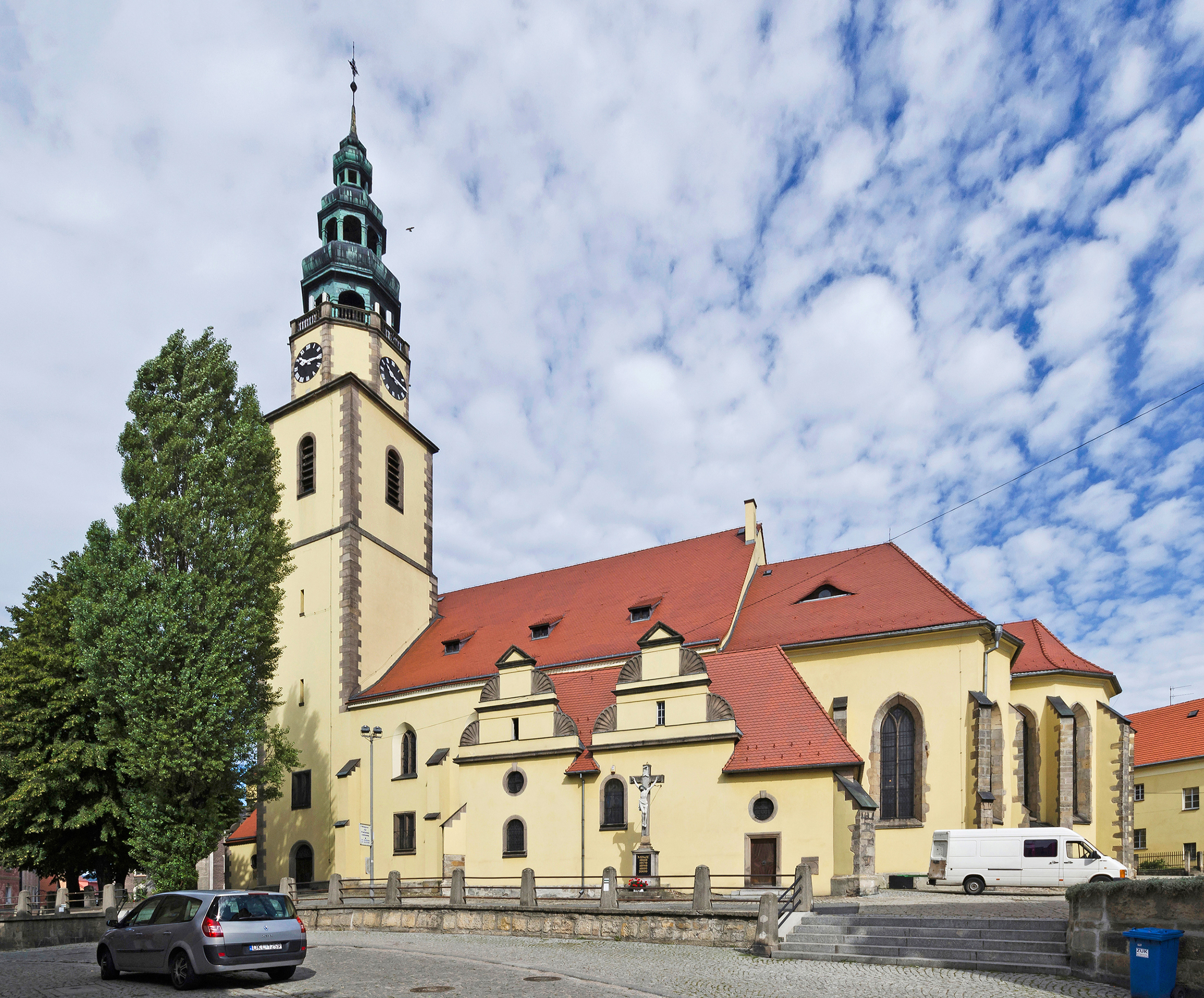
Gotycki kościół św. Michała Archanioła

Bystrzyca Kłodzka w pełni zachowała swój układ urbanistyczny wywodzący się z czasów średniowiecznych, który należy do jednych z najciekawszych zespołów na Śląsku. Wynika to z faktu, że miasto lokowano na surowym korzeniu oraz na specyficznym terenie, przez co od samego początku uzyskało ostateczne, optymalne rozplanowanie. Miasto zajmuje spłaszczenie na ostrodze stromo opadającej w kierunku zakola Nysy Kłodzkiej, u jej spływu z Bystrzycą Łomnicką. Kształt miasta zbliżony był do zniekształconego owalu. O oryginalności układu przesądza kilka czynników:
- kościół parafialny zlokalizowano w najwyżej położonym punkcie miasta, a nie, jak kazała tradycja w pobliżu rynku.
- w najniższej części osady, ale za to na cyplu ostrogi zbudowano obronne wójtostwo,
- rynek uzyskał kształt zbliżony do trapezu, wytyczono go w rozmiarze 62 X 108 m,
- poza miastem znajdował się szpital z kaplicą i przytułkiem oraz szpital zakaźny, młyny, folwarki, a także kaplica św. Floriana.

Ze względu na usytuowanie miasta na wysokim brzegu jego zabudowa ukształtowała się tarasowo, tworząc niepowtarzalną panoramę, a wiele uliczek i zaułków łączących okolice rynku z dolinami obu rzek zbudowano w postaci stromych przejść, niekiedy wiodących po kamiennych stopniach.

### Zabytki

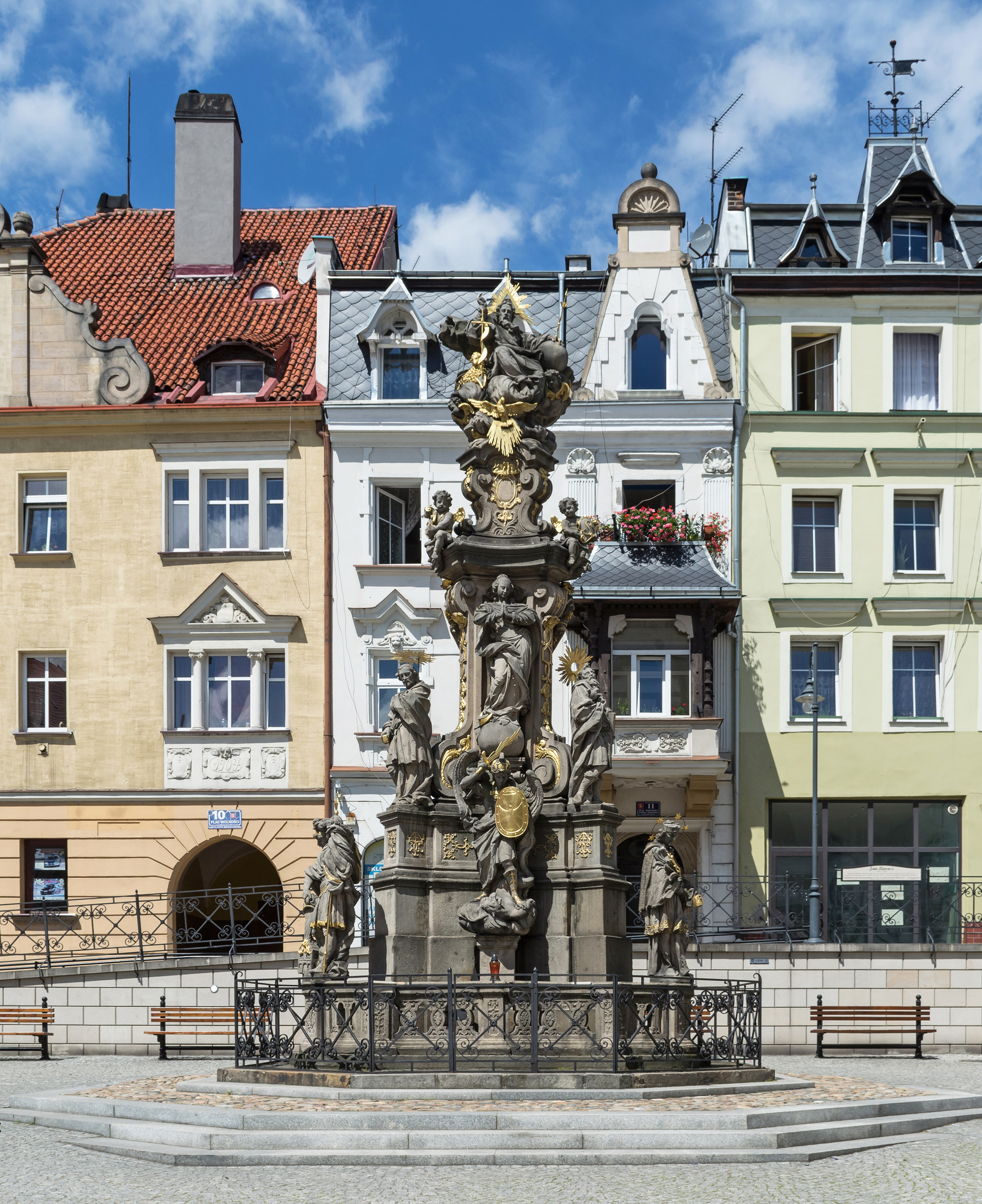
Kolumna Trójcy Świętej z 1736 r.

Miasto pomimo wielu pożarów, zniszczeń wojennych oraz powodzi zachowało poza cennym układem urbanistycznym także liczny i cenny zespół zabytkowych budowli, do których zaliczyć można:
- gotycki kościół pw. św. Michała Archanioła z końca XIII wieku (przebudowywany kilkakrotnie)
- fragmenty murów obronnych z pierwszej poł. XIV wieku (z Bramą Wodną, Basztą Kłodzką i Rycerską)
- pozostałość po wieży warownej z XIV wieku
- renesansowe i barokowe kamienice z XVI i XVII wieku
- kamienny pręgierz z 1556 r.
- ratusz z XIX wieku (z wieżą z 1540 r.)
- kaplica św. Franciszka Ksawerego z 1681 r.
- Posąg św. Jana Nepomucena z 1704 r.
- kolumna Trójcy Świętej z 1736 r.
- Muzeum Filumenistyczne w dawnym zborze ewangelickim.
- kościół pw. św. Jana Nepomucena z 1833 r. (436 z 17.12.1958)
- kaplica św. Floriana z XVIII wieku (1968 z 22.12.1971)

## Polityka i administracja

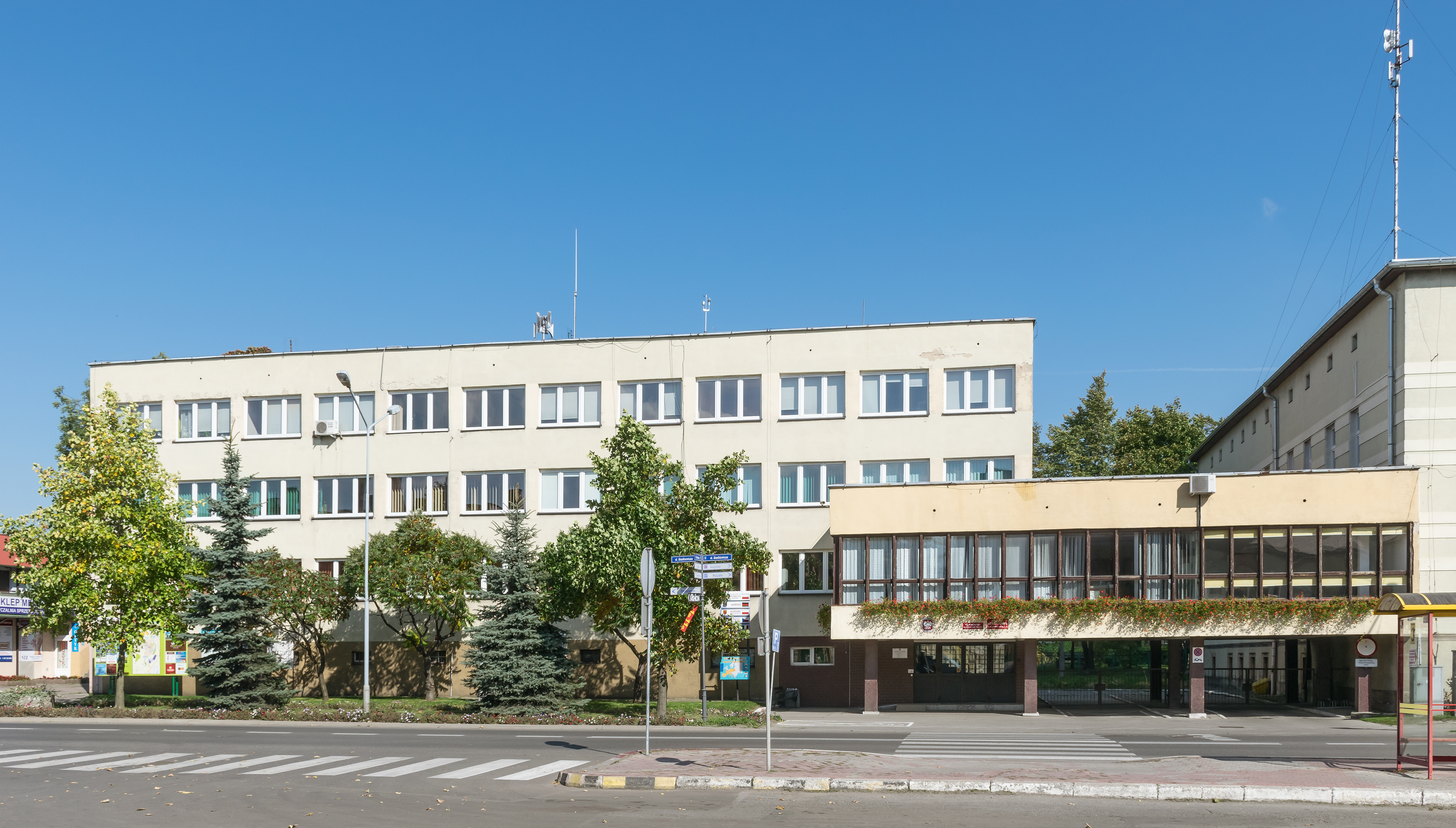
Dawny budynek Urzędu Miasta i Gminy Bystrzyca Kłodzka

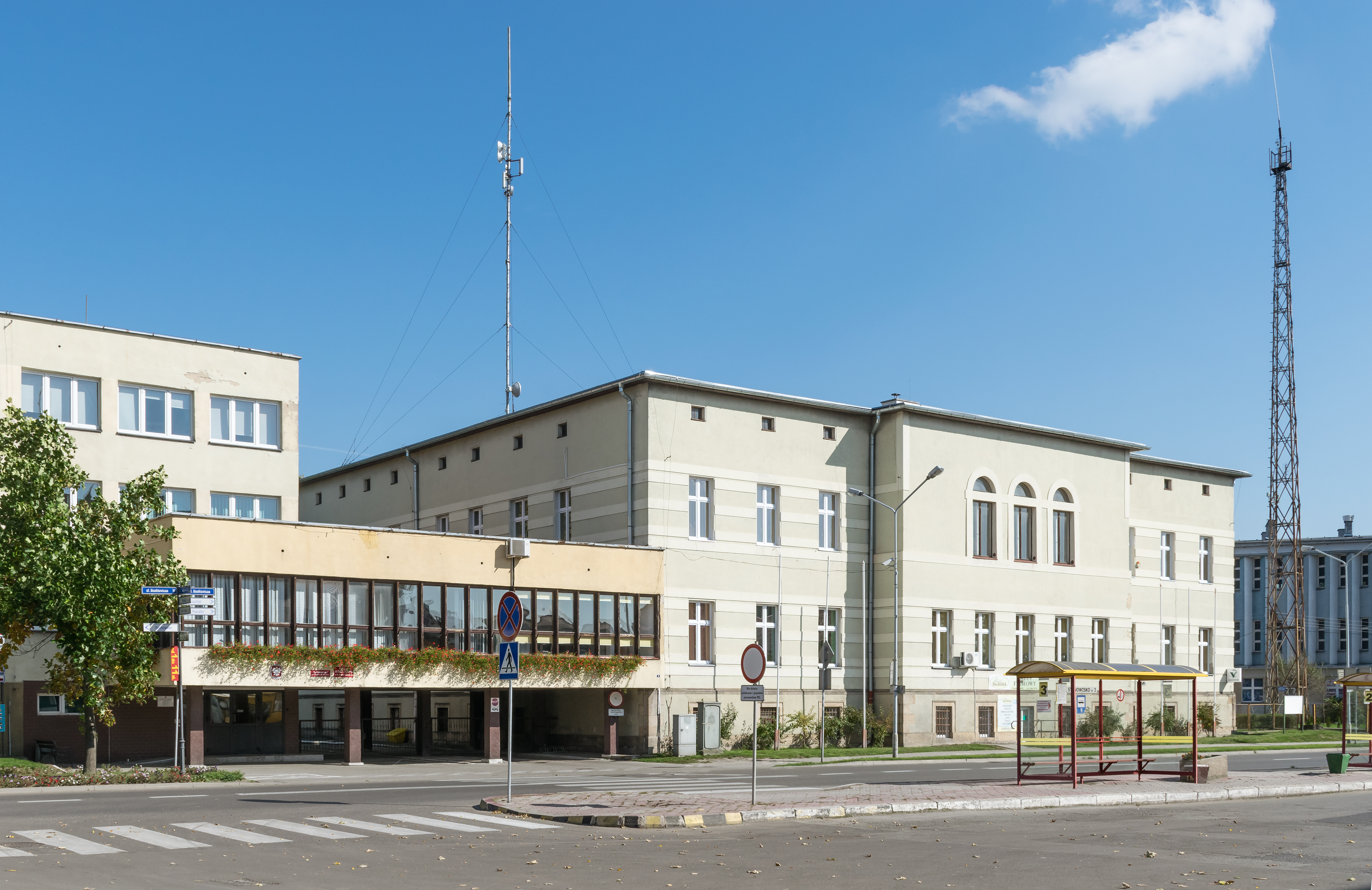
Starostwo Powiatowe w Kłodzku, delegatura w Bystrzycy Kłodzkiej

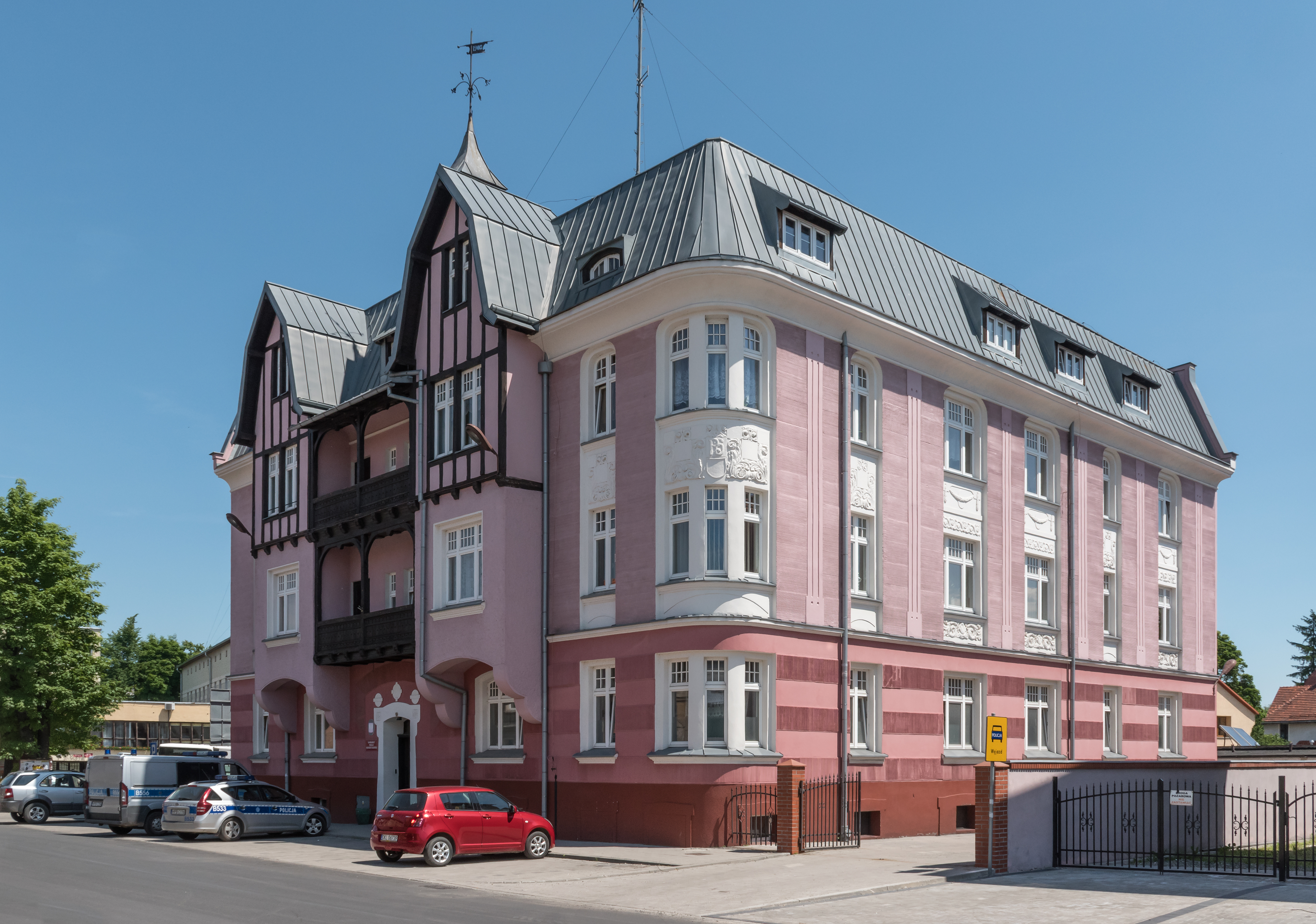
Komisariat policji w Bystrzycy Kłodzkiej

### Władze miasta
Bystrzyca Kłodzka ma status gminy miejsko-wiejskiej.
Burmistrzowie Bystrzycy Kłodzkiej (od 1990):
- 1990–1994 Mieczysław Kamiński
- 1994–1998 Bogdan Krynicki
- 1998–2002 Mieczysław Kamiński
- 2002–2006 Bogdan Krynicki
- od 2006 r. Renata Surma

Miasto jest siedzibą gminy. W Bystrzycy Kłodzkiej znajdują siedziby prokuratury rejonowej, Urzędu Stanu Cywilnego, Rejonowego Urzędu Pracy, Urzędu Skarbowego oraz oddział zamiejscowy Starostwa Powiatowego w Kłodzku.

## Demografia
Piramida wieku mieszkańców Bystrzycy Kłodzkiej w 2014 roku.

## Gospodarka

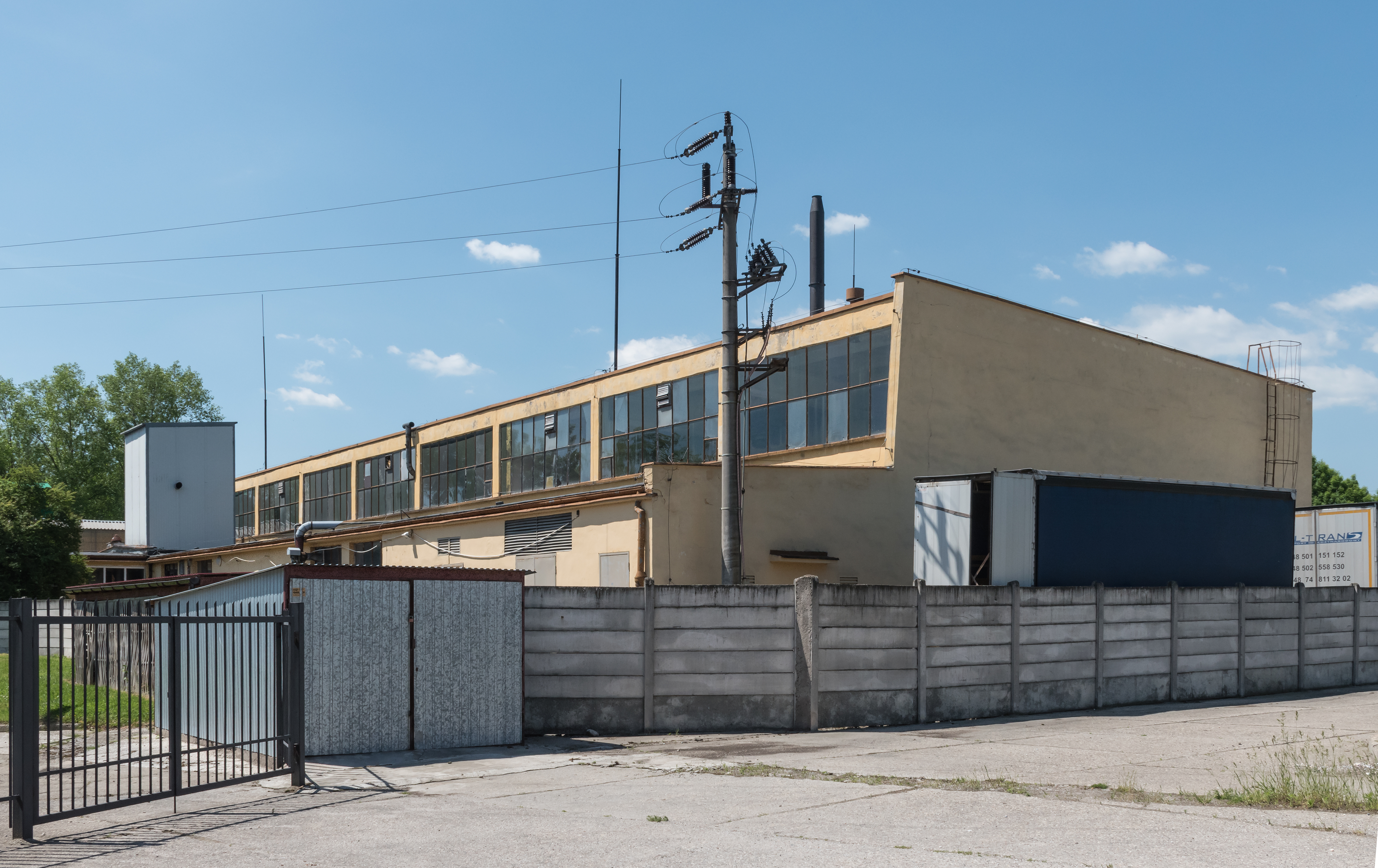
Dawne Bystrzyckie Zakłady Przemysłu Zapałczanego

Bystrzyca Kłodzka jest ośrodkiem przemysłu drzewnego, papierniczego, zapałczanego, spożywczego. W mieście istnieje kilka zakładów przemysłowych, które dają zatrudnienie mieszkańcom miasta i okolic. Od 2007 r. na terenie miasta istnieje podstrefa Wałbrzyskiej Specjalnej Strefy Ekonomicznej „Invest-Park”. Podstrefa Bystrzyca Kłodzka obejmuje obszar o powierzchni 2,7 ha. Teren podstrefy jest w całości terenem niezabudowanym, co stwarza dogodne warunki do kształtowania zabudowy. Przedsiębiorcy inwestujący na proponowanych terenach należących do WSSE mają możliwość uzyskania zwolnienia z podatku od nieruchomości.
Oprócz tego w mieście istnieje wiele sklepów, punktów usługowych, serwisowych, stacje benzynowe, serwisy samochodowe, hurtownie, kilka restauracji, hotel, posterunek policji, szpital i urząd pocztowy.

## Transport

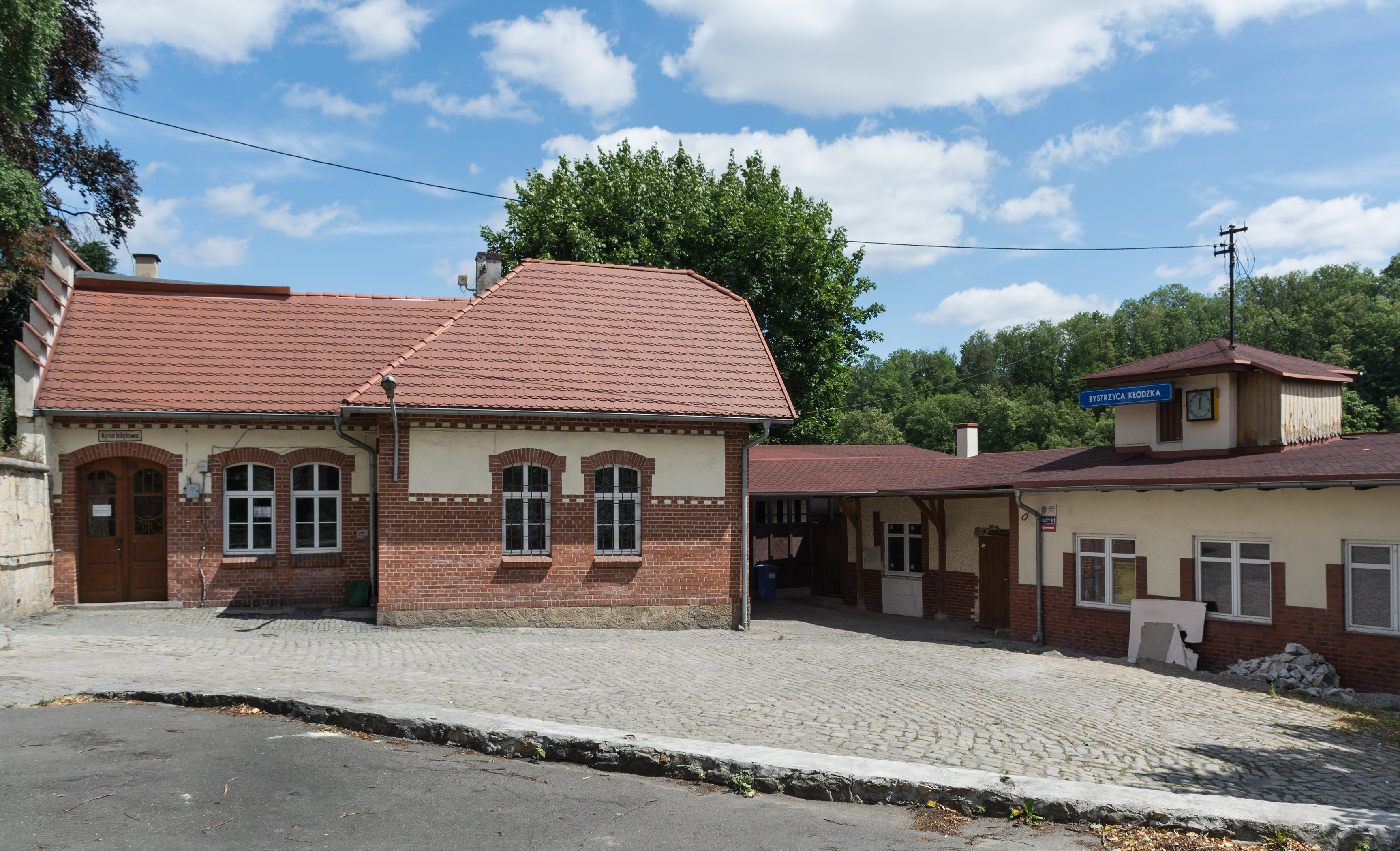
Budynki kolejowe w Bystrzycy Kłodzkiej

W mieście krzyżują się drogi krajowe i wojewódzkie:
- Droga krajowa nr 33 (Kłodzko – Boboszów)
- Droga wojewódzka nr 392 (Bystrzyca Kłodzka – Lądek-Zdrój)
- Droga wojewódzka nr 388 (Radków – Bystrzyca Kłodzka)

Przez miasto przebiega też linia kolejowa Kłodzko – Międzylesie. W miejscowości jest przystanek kolejowy Bystrzyca Kłodzka i stacja Bystrzyca Kłodzka Przedmieście.
Przewozy autobusowe w mieście i okolicach zapewnia lokalny oddział PKS Kłodzko. W styczniu 2024 uruchomiona została sieć gminnej komunikacji autobusowej, której operatorem zostały Bystrzyckie Usługi Komunalne.

## Szkolnictwo
W Bystrzycy Kłodzkiej mieści się 5 szkół:
- Liceum Ogólnokształcące im. Powstańców Śląskich[60],
- Szkoła Podstawowa nr 1 im. Józefa Bema w Zespole Szkół Ogólnokształcących[61],
- Szkoła Podstawowa nr 2 im. Obrońców Warszawy[62],
- Technikum oraz I stopniowa Szkoła Branżowa w Zespole Szkół Ponadgimnazjalnych[63].

Znajdują tu się również 3 przedszkola.

## Kultura
W Bystrzycy Kłodzkiej kręcono sceny do filmów:
- Nikt nie woła[64]
- Pierwszy dzień wolności[65]
- Nowy Jork, czwarta rano[66]
- Sezon na leszcza
- Stacja
- Za niebieskimi drzwiami
- Pokot[67]

W Bystrzycy Kłodzkiej znajduje się także basen ulokowany na Górze Parkowej. Znajduje się tu także jedyne w Polsce Muzeum Filumenistyczne. Co roku w dniach 2–3 maja odbywa się jarmark floriański, bardziej znany jako Dni miasta. Zapraszane są gwiazdy estrady polskiej i zagranicznej, a oprócz tego są stragany, gry i zabawy oraz atrakcje dla najmłodszych.

## Sport
W Bystrzycy funkcjonują dwa kluby sportowe z dziedziny piłki ręcznej i piłki nożnej:
- Krokus Bystrzyca Kłodzka (piłka ręczna II liga)
- Polonia Bystrzyca Kłodzka (piłka nożna liga okręgowa)

Wcześniej był organizowany przed dniami miasta wyścig rowerowy na Górze Floriańskiej o puchar Burmistrza Bystrzycy. Co roku jest organizowany bieg bystrzycki, którego trasa prowadzi przez większość miasta.

## Szlaki turystyczne
- droga Szklary-Samborowice – Jagielno – Przeworno – Gromnik – Biały Kościół – Żelowice – Ostra Góra – Niemcza – Gilów – Piława Dolna – Góra Parkowa – Bielawa – Kalenica – Nowa Ruda – Sarny – Tłumaczów – Radków – Skalne Wrota – Pasterka – Karłów – Lisia Przełęcz – Białe Skały – Skalne Grzyby – Batorówek – Batorów – Skała Józefa – Duszniki-Zdrój – Schronisko PTTK „Pod Muflonem” – Szczytna – Zamek Leśna – Polanica-Zdrój – Przełęcz Sokołowska – Łomnicka Równia – Huta – Zalesie – Stara Bystrzyca – Bystrzyca Kłodzka – Pławnica – Szklary – Igliczna – Międzygórze – Jawor – Przełęcz Puchacza[68]
- Gorzanów – Stara Łomnica – Huta – Młoty – Spalona – Schronisko PTTK „Jagodna” – Bystrzyca Kłodzka
- Bystrzyca Kłodzka – Stary Waliszów – Romanowo – Ołdrzychowice Kłodzkie – Rogówek – Droszków – Przełęcz Leszczynowa – Chwalisław – Złoty Stok

## Wspólnoty wyznaniowe

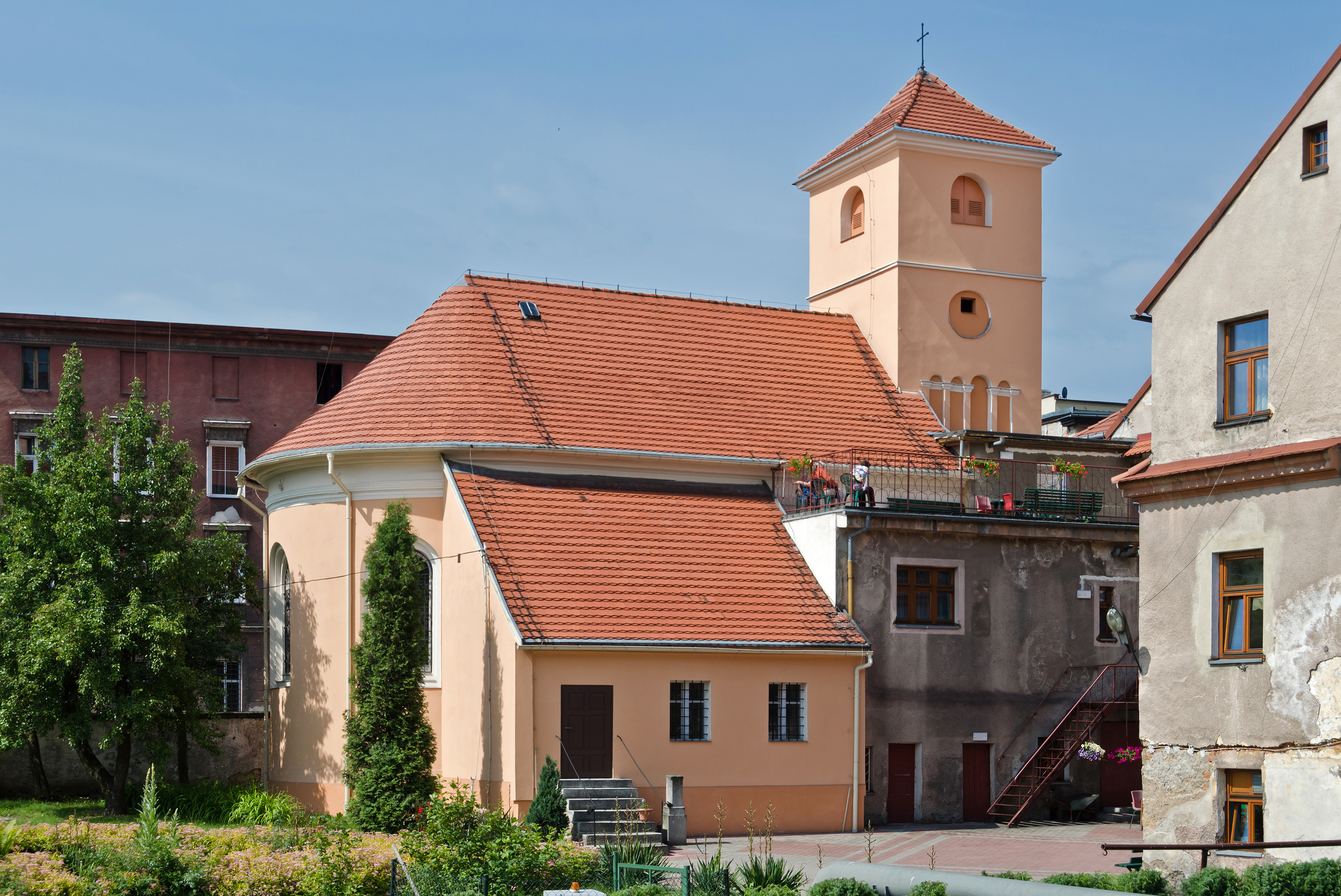
Kościół filialny św. Jana Nepomucena

Na terenie miasta działalność religijną prowadzą następujące Kościoły i związki wyznaniowe:
- Kościół rzymskokatolicki:
  - parafia św. Michała Archanioła[69]
- Chrześcijańska Wspólnota Zielonoświątkowa:
  - zbór w Bystrzycy Kłodzkiej[70]
- Świadkowie Jehowy:
  - zbór Bystrzyca Kłodzka (Sala Królestwa)[71]

## Współpraca zagraniczna
Miasto Bystrzyca Kłodzka współpracuje z pięcioma gminami z Czech, Niemiec, Francji, Hiszpanii oraz Polski. Są to miejscowości:
- Uście nad Orlicą – miasto położone w Czechach na wysokości 347 m n.p.m. Liczy nieco ponad 16 tysięcy mieszkańców. Umowa partnerska z Usti nad Orlicą została podpisana 18 maja 1994 roku.
- Alcaniz – miasto położone w Hiszpanii w prowincji Saragossa. Liczy ponad 60 tysięcy mieszkańców. Umowa partnerska pomiędzy Alcaniz a Bystrzycą została podpisana 16 listopada 1999 roku.
- Laissey – niewielka miejscowość położona w regionie Franche-Comté we Francji. Liczy zaledwie 500 mieszkańców. Umowa pomiędzy Laissey a Bystrzycą zawarta została 1 grudnia 2000 roku.
- Amberg – miasto położone w Niemczech w landzie Bawaria. Miasto liczy ponad 44 tysiące mieszkańców i jest ważnym ośrodkiem przemysłowym. Umowa partnerska między obydwoma miastami została podpisana 18 października 2001 roku.
- Kaźmierz – gmina w zachodniej Wielkopolsce, położona 30 km od Poznania. Liczy niespełna 7000 mieszkańców. Umowa pomiędzy Kaźmierzem a Bystrzycą została podpisana 10 listopada 1995 roku.
- Massa Martana – miejscowość i gmina we Włoszech, w regionie Umbria, w prowincji Perugia. Według danych na rok 2004 gminę zamieszkuje 3537 osób.

Oprócz umów partnerskich z gminami zagranicznymi miasto Bystrzyca Kłodzka jest członkiem stowarzyszeń o randze ogólnopolskiej. Są to:
- Stowarzyszenie Gmin Ziemi Kłodzkiej[73]
- Stowarzyszenie Gmin Polskich Euroregionu Glacensis[74]
- Dolnośląska Organizacja Turystyczna[75]